# Bobby Economou
Bobby Economou (n. 19??) es un batería y compositor de origen canadiense de jazz y jazz rock, cuya carrera profesional comenzó a mediados de los años setenta.

## Historial
Durante su permanencia en Florida, EE. UU., en la primera mitad de la década de 1970, entabló amistad con el bajista Jaco Pastorius, con quien tocó algún tiempo y grabó un álbum (1976). A finales de 1977, entró a formar parte de la banda Blood, Sweat & Tears, en sustitución de Roy McCurdy, para realizar la gira de invierno, aunque la muerte en ruta del saxofonista Gregory Herbert, deshizo el grupo en febrero de 1978. Después, estuvo con Maynard Ferguson, hasta 1979, grabando con él dos discos. Tras dejar a Maynard, volvió a formar parte de Blood, Sweat & Tears, en la nueva formación que impulsó David Clayton-Thomas, tocando con ellos en dos periodos: 1979-1981 y, mucho después, 1994-1995. En el primero de estos periodos, grabó dos discos: Nuclear blues y Blood, Sweat & Tears Live, este último no publicado hasta 1994.
En 1985 había entrado a formar parte de la banda canadiense The Arrows, donde coincidió con Earl Seymour, miembro fundador y también compañero en BS&T. Grabó con ellos un álbum (The lines are open, A&M Records). En 1986, participó en el disco Mo' Wasabi del guitarrista Randy Bernsen, con quien coincidió en BS&T. Tocó y grabó también con Larry John McNally, y fue el batería durante varios años de Ira Sullivan. Economou colaboró en dos discos del grupo canadiense The Guess Who, publicados en 1995, como compositor.